# Ekeby, Skånela socken
Ekeby är en ort i Skånela socken, Sigtuna kommun, Stockholms län. Ekeby är beläget omkring 1 km nordväst om Skånela kyrka. Orten klassades av SCB som en småort vid avgränsningen 1995, den hade då 51 invånare och omfattade ett område på 8 hektar. Från 2000 räknade SCB inte längre orten som småort. Vid 2015 års småortsavgränsning återfanns här åter en småort, som dock avregistrerades 2023.
I Ekeby eller dess omedelbara närhet finns en runinskrift på ett flyttblock, Upplands runinskrifter 307, och en runhäll, Upplands runinskrifter 308.